# Antonio Vallisneri
Antonio Vallisneri ( Villa de Trasilico, 3 de mayo de 1661 - Padua, 18 de enero de 1730) fue un médico, geólogo y naturalista italiano, discípulo de Marcello Malpighi que ocupó desde 1700 hasta su muerte la cátedra de Medicina en la Universidad de Padua.

## Importancia
Se le recuerda como uno de los primeros investigadores en medicina y por haber propuesto abandonar la teoría aristotélica a favor de un enfoque más experimental, basado sobre los principios científicos de Galileo Galilei, y también por sus numerosas colecciones de libros y especímenes animales, vegetales y minerales que donó a la Universidad.
A pesar de su formación científica, cuando encontró fósiles marinos en las montañas de la Toscana, justificó este hecho mediante el Diluvio universal.

## Obras
- Antonio Vallisnieri (1721), Istoria della generazione dell'uomo, e degli animali, se sia da'vermicelli spermatici, o dalle uova, Venice: Appresso Giovanni Gabbriel Hertz.
- Antonio Vallisnieri (1726), Lezione accademica intorno l'origine delle fontane, Venice: Appresso Pietro Poletti, all'Eloquenza in Merceria di S. Salvatore, OCLC 23450508.
- Antonio Vallisnieri (1728), Dr corpi marini che su' Monti si trovano; della loro origine, e dello stato del mondo avanti il Diluvio, nel Diluvio, e dopo il Diluvio: Lettere Critiche. (2nd edition, first published 1721, On Marine (fossil) Life to be Found on Mountains edición), Venice: Domenico Lovisa.